# Engelska parken, Norra Djurgården

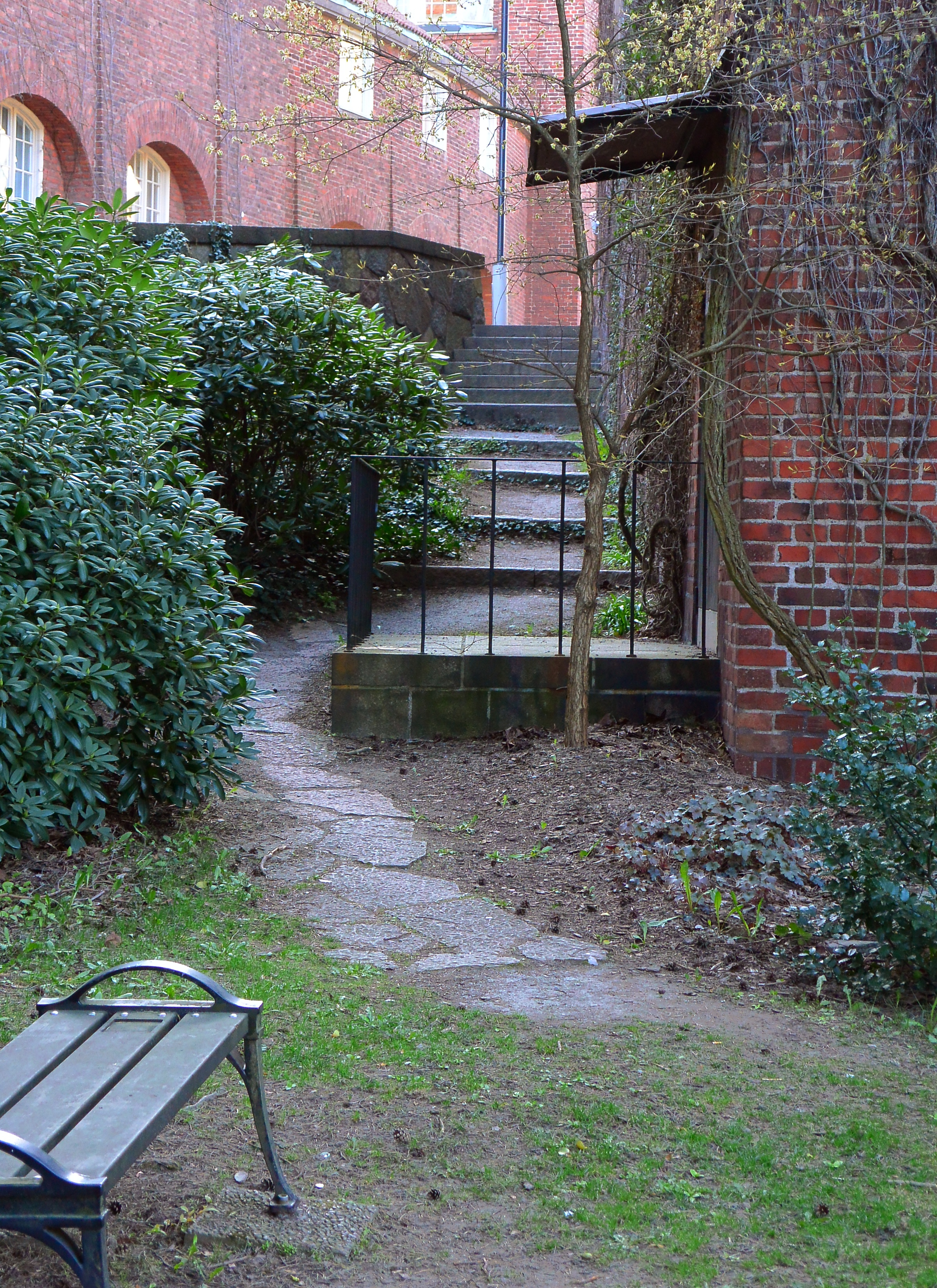
Trappa upp till Övre borggården samt nödutgång från föreläsningssalen F1.

Engelska parken på Norra Djurgården är en av Stockholms mest undanskymda parker. Den ligger bakom Kungliga Tekniska högskolans största föreläsningssal F1 (Alfvénsalen) på en terrass ovanför den intilliggande Lill-Jansskogen. Parken nås söderifrån via ett hål i muren från Lindstedtsvägen, norrifrån via en terrass bakom byggnaden på Teknikringen 24, eller från väster via en trappa från den öppna platsen Övre borggården.

## Bilder
| Engelska parken från norr (vänster) respektive söder (höger). |  | Engelska parken från norr (vänster) respektive söder (höger). |
| Engelska parken från norr (vänster) respektive söder (höger). |  |                                                               |